# Toru Kumon
Toru Kumon (公文 公; Kōchi, 17 novembre 1914 – Osaka, 25 luglio 1995) è stato un educatore giapponese.

## Biografia
Si è laureato in matematica al College of Science presso l'Università di Osaka e ha insegnato matematica nelle scuole superiori nella sua città natale di Osaka. Nel 1954, suo figlio, Takeshi, si esibì male in un test di matematica del secondo anno. Spinto dalla moglie, Teikonisila, Toru esaminò da vicino i libri di testo di Takeshi e credette di non avere la giusta opportunità per un bambino di esercitarsi e di padroneggiare un argomento. Di conseguenza, ha iniziato a scrivere a mano i fogli di lavoro ogni giorno per suo figlio. Quando Takeshi fu nell'anno 6, fu in grado di risolvere i calcoli differenziali e integrali solitamente visti negli ultimi anni della scuola superiore. Questo fu l'inizio del Metodo di Apprendimento di Kumon e alla fine della sua vita andò ad aiutare.
Come risultato del progresso di Takeshi, altri genitori si interessarono alle idee di Kumon e nel 1956 fu aperto il primo Centro Kumon ad Osaka, in Giappone. Nel 1958, Toru Kumon fondò il Kumon Institute of Education, che stabilì gli standard per i Centri Kumon che iniziarono ad aprire in tutto il mondo.
I programmi Kumon sono progettati per rafforzare le competenze matematiche e linguistiche fondamentali dello studente studiando i fogli di lavoro su misura per le capacità di uno studente. Il metodo si propone inoltre agli studenti di apprendere autonomamente e di studiare materiale avanzato oltre il loro livello scolastico.
Gli studenti progrediscono quando dimostrano la padronanza di un argomento. Kumon definiva la maestria come la capacità di ottenere un punteggio eccellente sul materiale in un dato momento. Kumon ha sottolineato con forza i concetti di tempo e accuratezza.
Anche nei suoi ultimi anni, Toru Kumon ha tenuto lezioni sul suo metodo di apprendimento, compresa l'importanza di far apprendere agli studenti materiale adatto alle loro capacità e non alla loro età e ai benefici di consentire agli studenti di apprendere materiale ben prima del loro livello.
Toru Kumon morì a Osaka il 25 luglio 1995 all'età di 81 anni dalla polmonite. C'è un museo di Toru Kumon ad Osaka, in Giappone, e un Kumon Foundation Day è celebrato il 20 ottobre di ogni anno. L'asteroide 3569 Kumon prende il nome da lui.